# Franz Wirth Pianofortefabrik
Das Unternehmen Franz Wirth war eine bedeutende österreichische Pianoforte-Fabrik während der Monarchie. Die Manufaktur befand sich an der Gartengasse 16 im 4. Wiener Gemeindebezirk Wieden.

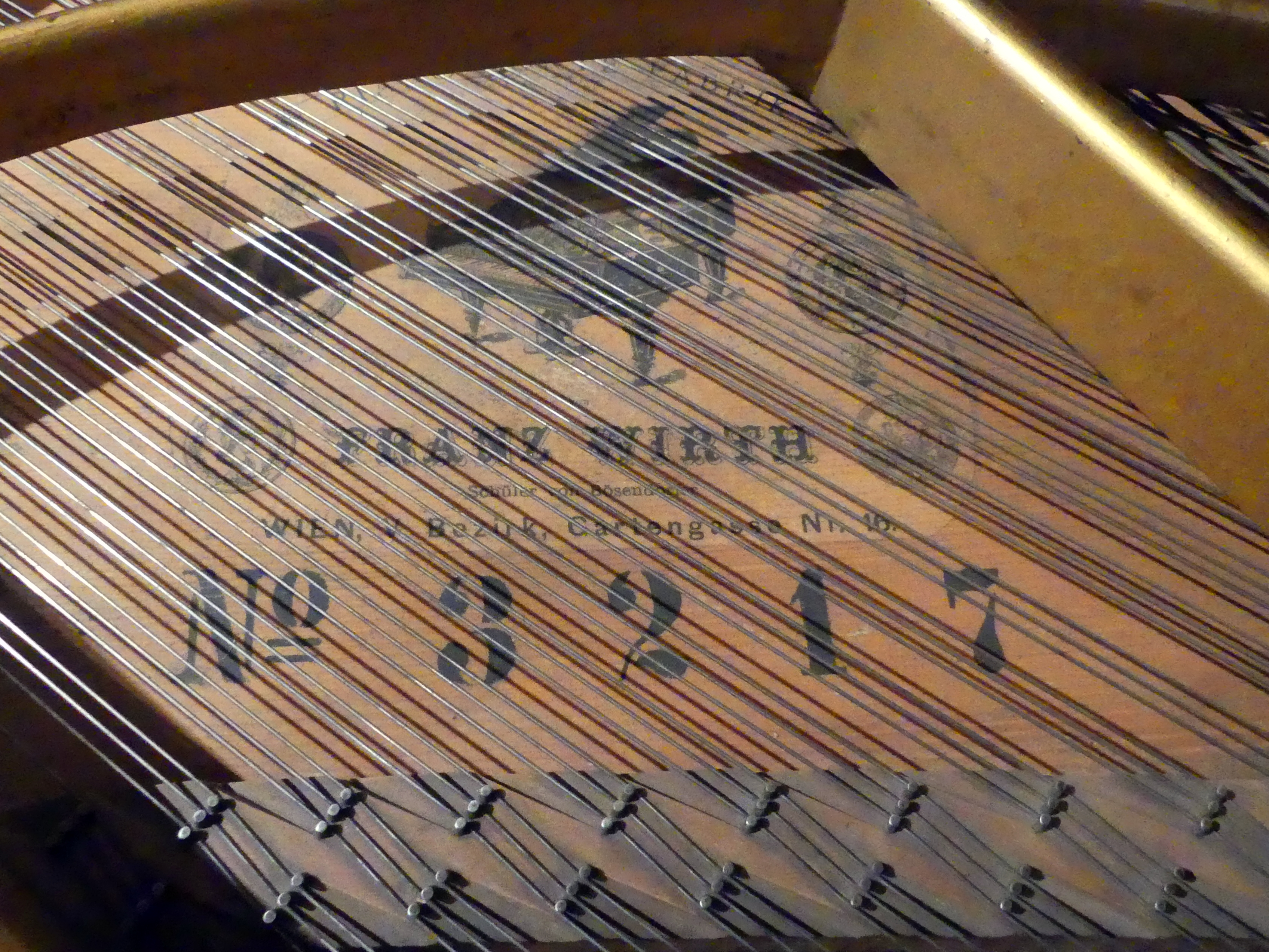
Wirth - Klavierinnenraum mit Seriennummer

## Geschichte
Aus der Schule des weltbekannten Ludwig Bösendorfer hervorgegangen und nach langjähriger Praxis in dessen Fabrik, entschloss sich Franz Wirth im Jahre 1879, ein eigenes Unternehmen auf Basis der bei seinem berühmten Meister gesammelten Erfahrungen zu errichten.
Gleich zu Beginn seiner selbständigen Tätigkeit befasste er sich auch mit der Erzeugung von Mignonflügeln, das sind Instrumente kürzerer Bauart – bis maximal 160 cm Länge – welche sich damals wegen ihres vergleichsweise geringen Platzbedarfs großer Beliebtheit erfreuten. 1885 wurde der Betrieb bedeutend erweitert.
Die Wirth'schen Fabrikate wurden nicht nur im Gebiet der damaligen Monarchie, sondern auch nach Russland, Griechenland, Italien, Rumänien und dem Orient exportiert.
In Anerkennung ihrer Leistungsfähigkeit und ihres Schaffens wurde der Firma 1902 der Titel eines königlich griechischen Hoflieferanten verliehen. Außer diversen anderen Auszeichnungen wurde der Firma Franz Wirth vom k.k. Handelsministerium der Staatspreis zuerkannt.
Um 1900 waren in der Fabrik 50 Arbeiter tätig. Die jährliche Erzeugung der Firma Franz Wirth umfasste durchschnittlich etwas weniger als 300 Instrumente. Nach einer Gesamtproduktion von etwas weniger als 13.000 Instrumenten ist die Firma nach 1929 erloschen.

## Produkte
Die Firma erzeugte Pianinos und Flügel sowohl mit Wiener Mechanik als auch Englischer Mechanik (Stoßzungenmechanik) in solider Mittelklassequalität.